# Désiré Dihau
Scènes principales
Orchestre de l'Opéra de Paris,
Désiré Hippolyte Dihau est un bassoniste et compositeur français né le 2 août 1833 à Lille et mort le 19 août 1909 à Paris. Il est le bassoniste représenté par Edgar Degas dans L'Orchestre de l'Opéra.

## Biographie
Désiré Hippolyte Dihau naît le 2 août 1833 à Lille. Il étudie la musique au conservatoire de sa ville natale puis au Conservatoire de Paris où il obtient un second prix de basson en 1856 et un premier prix en 1857. Il est au pupitre des orchestres du Théâtre-Lyrique et des Bouffes-Parisien. Il est aussi basson solo à l'Eldorado, au Cirque d'Hiver pour les Concerts Pasdeloup et au théâtre du Châtelet pour les Concerts Colonne.
Il est plus particulièrement connu pour être le bassoniste de l'Opéra de Paris, où il joue du 1er juillet 1862 au 31 décembre 1889, immortalisé par Edgar Degas dans le tableau de 1870, L'Orchestre de l'Opéra, précédé d'une esquisse titrée Portrait de Désiré Dihau conservée au musée des Beaux-Arts de San Francisco. Degas le représente également dans les autres tableaux où figurent les musiciens de la salle le Peletier, Musiciens à l'orchestre en 1872 et les deux versions de la scène de ballet de l'opéra de Giacomo Meyerbeer, Le Ballet de « Robert le Diable » (1871) (Metropolitan Museum of Art) et Le Ballet de « Robert le Diable » (1876) (Victoria and Albert Museum). Degas rencontre vraisemblablement Dihau au restaurant de la Mère Lefebvre, rue de La Tour-d'Auvergne à Montmartre où se retrouvent artistes et musiciens. C'est Dihau qui introduit Degas à l'Opéra où le peintre trouvera son inspiration la plus forte dans le spectacle des danseuses qu'il peindra si souvent.
Au début des années 1890, Dihau compose des mélodies pour ses amis poètes comme Jean Richepin, parfois interprétées par sa sœur Marie Dihau, et compose également la musique des "chansons pour Lison " de Théodore Botrel. Ses partitions pour les artistes du Chat noir sont illustrées par son cousin Henri de Toulouse-Lautrec.

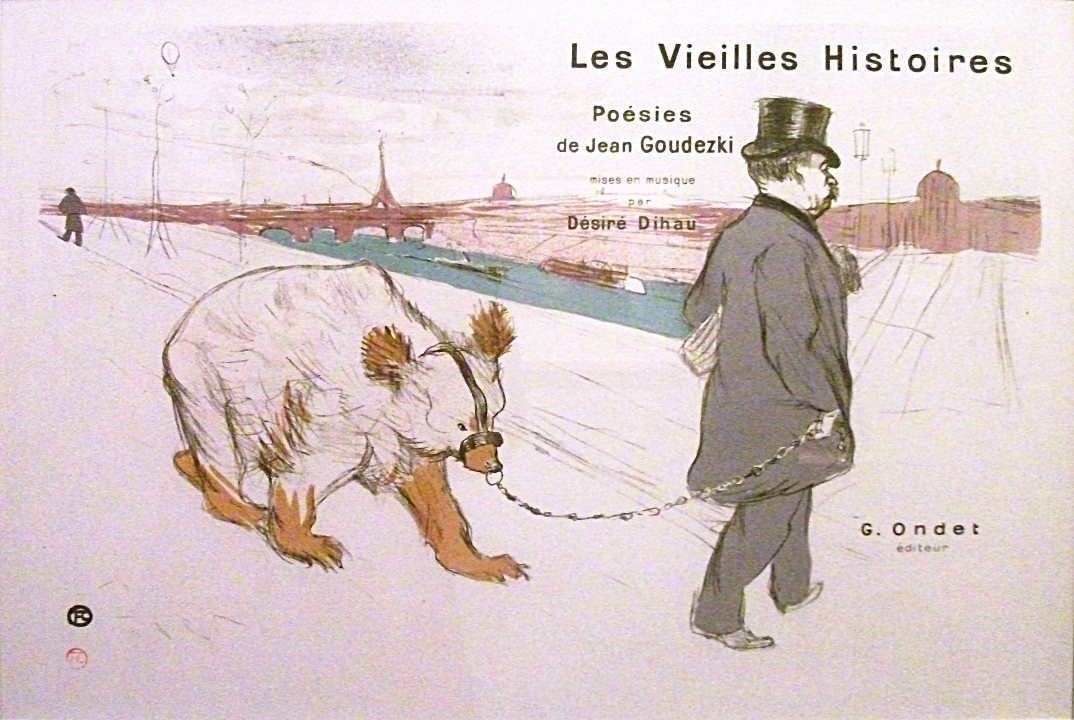
Henri de Toulouse-Lautrec, Les Vieilles Histoires, (Bibliothèque de l'Institut national d'histoire de l'art, 1893)

Pour la couverture des Vieilles Histoires, sous-titrées « répertoire mondain », recueil de poésies de Jean Goudezki mises en musique par Désiré Dihau, publiées chez Ondet en 1893, Lautrec dessine une lithographie représentant le musicien, son basson sous le bras, tirant par la laisse l'ours Goudezki pour le mener à l'Institut par le pont des Arts. La planche titrée Pour toi !, dans le même recueil, est un portrait de Désiré Dihau inspiré de L'Orchestre de l'Opéra d'Edgar Degas qu'admirait Lautrec. Une autre lithographie de Lautrec représente, en 1894, Dihau dans la loge d'Anna Judic pendant qu'on lace son corset. La lithographie est conservée à la galerie d'art Albright-Knox de Buffalo. Un dessin de 1896 le représente en buste de profil,.
Toulouse-Lautrec peint encore deux portraits de Désiré Dihau en 1890 et 1891 : le premier, simplement titré Désiré Dihau, montre Dihau assis de trois-quarts dos, lisant son journal ; le second, qu'il intitule Monsieur Désiré Dihau, basson de l'Opéra, représente le musicien debout, en buste de face, en costume et chapeau haut-de-forme,. Les deux portraits sont tracés dans le jardin du Père Forest, tout comme un portrait d'Henri Dihau, frère de Désiré et Marie,, et conservés au musée Toulouse-Lautrec d'Albi.
Quant aux Degas, ils sont accrochés dans le salon des Dihau puis, après la mort de Désiré en 1909, dans le modeste appartement que sa sœur occupe rue Victor-Massé et où « la charmante vieille fille vit d'un petit revenu et du produit des leçons de musique qu'elle donne, souvent gratuitement, aux jeunes filles de Montmartre qui se préparent à chanter dans les cafés ». En manque d'argent, elle vend son premier portrait peint par Degas au Metropolitan Museum of Art de New York en 1922. Ne voulant pas se séparer des deux autres tableaux de Degas qu'elle possède, L'Orchestre de l'Opéra et son portrait au piano, elle les cède au musée du Luxembourg, en 1923, sous réserve d'usufruit et du versement d'une rente annuelle de 12 000 francs, financée par David David-Weill pour L'Orchestre et par Marcel Guérin pour le portrait. Face à l'enthousiasme soulevé, lors d'une exposition en 1924 à la galerie Petit, par les deux œuvres, qui n'avaient auparavant jamais été montrées au public, hors quelques artistes et quelques proches des Dihau comme Toulouse-Lautrec, le contrat est racheté par le musée du Louvre où ils sont exposés après la mort de Marie Dihau en 1935. Ils sont transférés au musée d'Orsay en 1986.
Désiré Dihau meurt à Paris le 20 août 1909. Il est inhumé au cimetière Saint-Vincent (10e division, avenue transversale) avec sa sœur Marie Dihau (1843-1935).

## Galerie

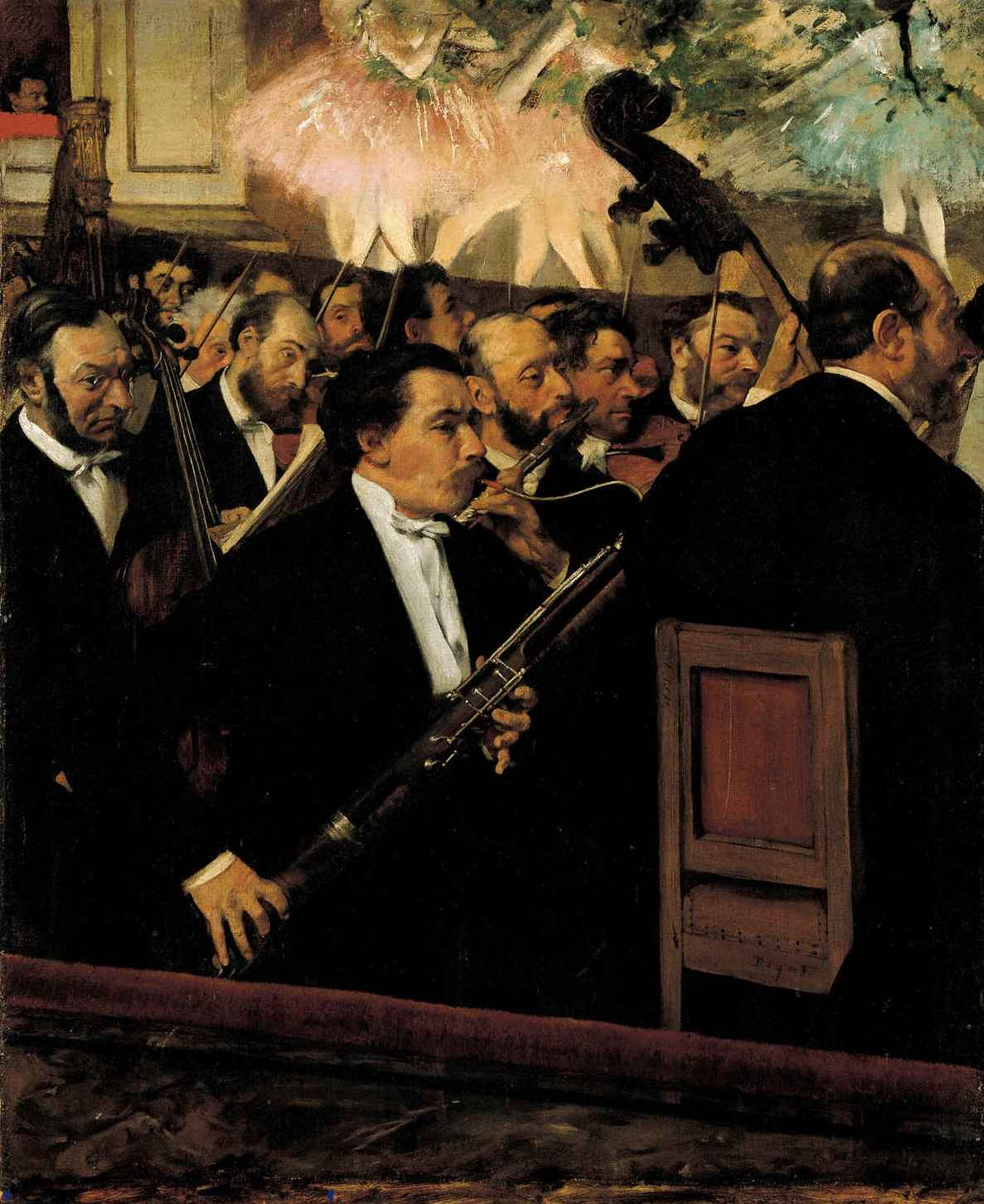
Edgar Degas, L'Orchestre de l'Opéra (musée d'Orsay, Paris, vers 1870)
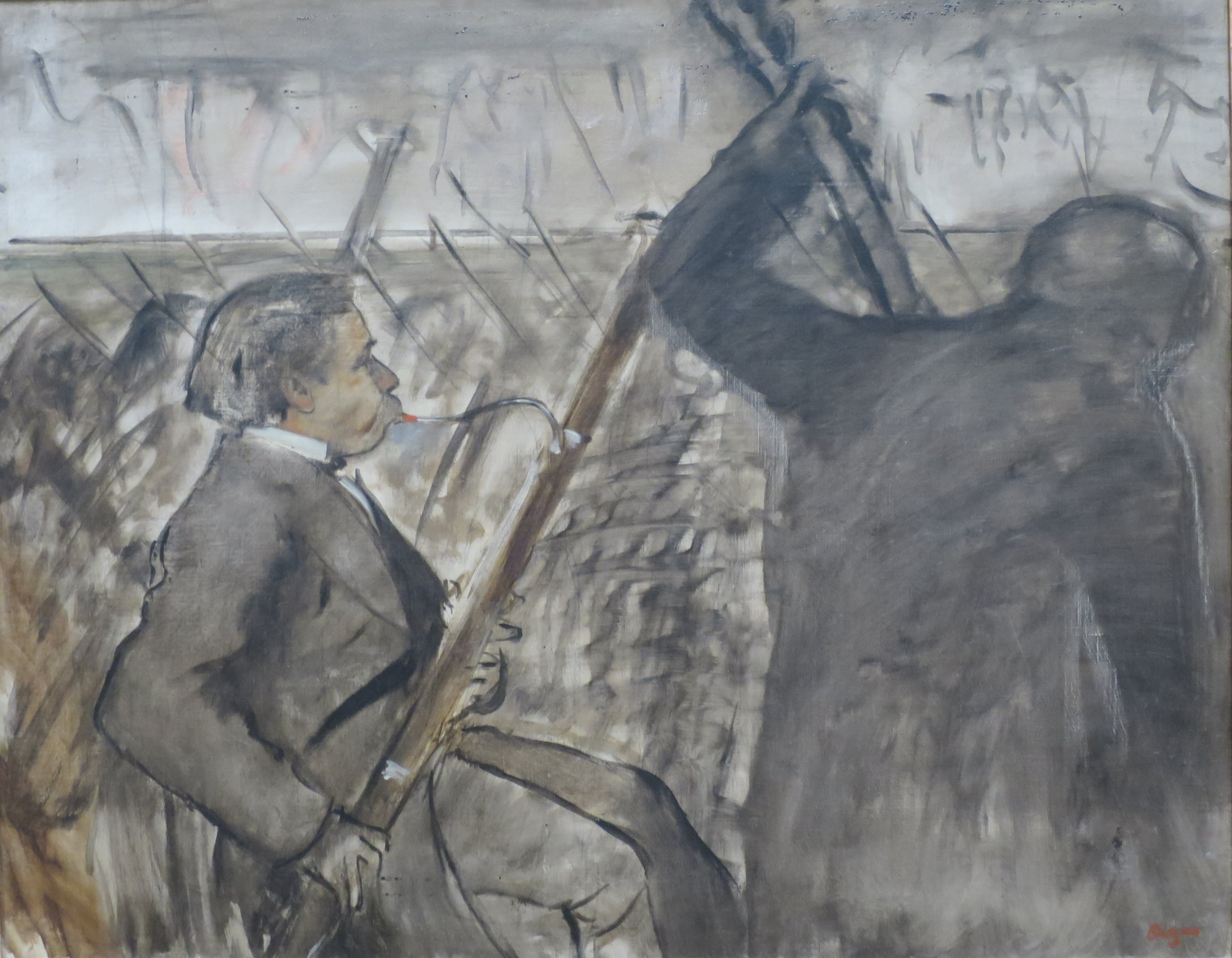
Degas, Portrait de Désiré Dihau (musée des Beaux-Arts de San Francisco, 1870)
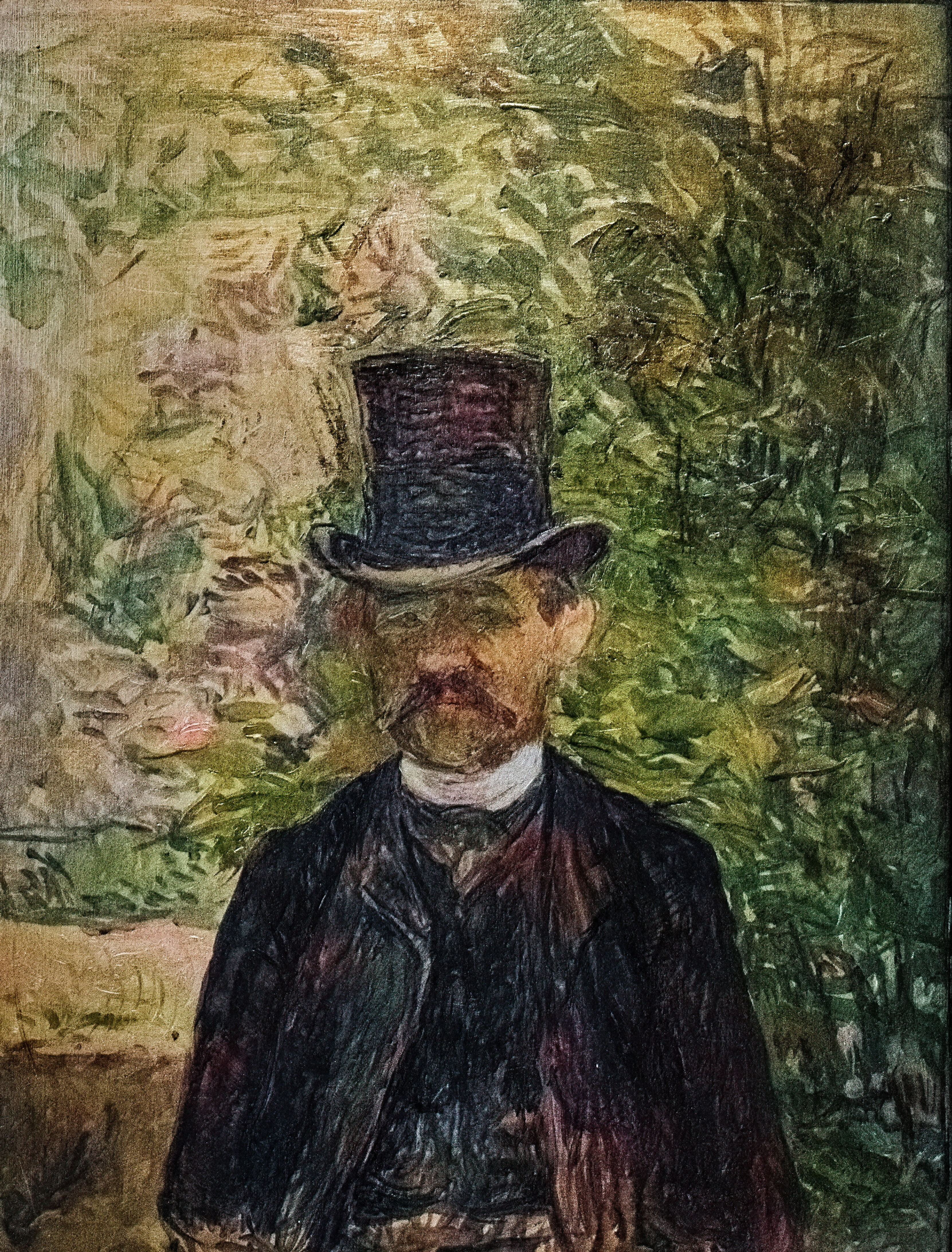
Henri de Toulouse-Lautrec, M. Désiré Dihau, basson de l'Opéra (musée Toulouse-Lautrec, Albi, 1891)
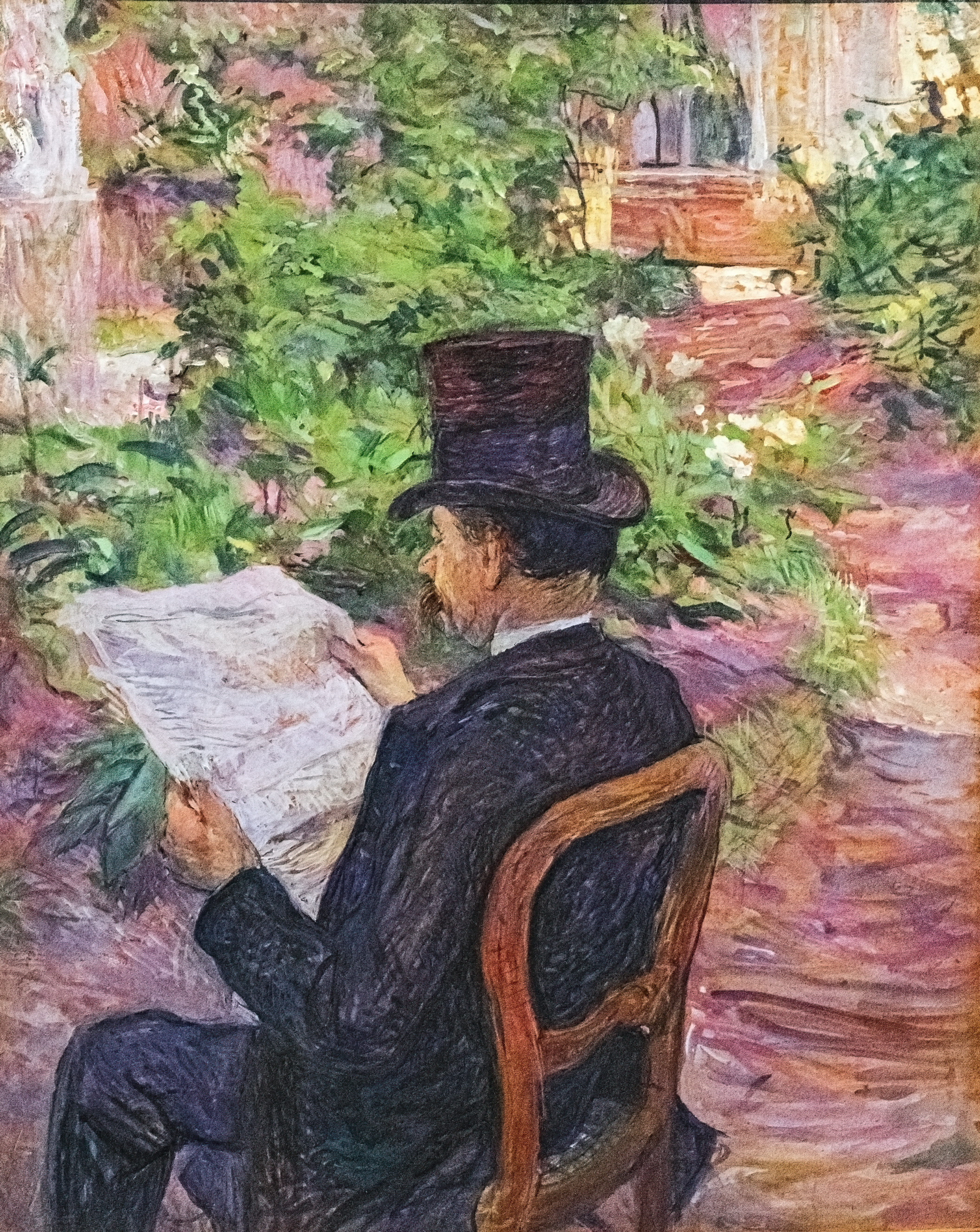
Toulouse-Lautrec, M. Désiré Dihau (musée Toulouse-Lautrec, 1891)